# Юйбэй
Юйбэ́й (кит. упр. 渝北, пиньинь Yúběi) — район городского подчинения города центрального подчинения Чунцин (КНР). Название в переводе означает «севернее Янцзы» (Янцзы в древности называлась Юйцзян).

## История
При империи Цин в 1754 году в составе уезда Ба для управления территориями, лежащими севернее Янцзы, был создан Цзянбэйский комиссариат (江北厅), подчинённый Чунцинской управе (重庆府). Когда после Синьхайской революции была образована Китайская республика, то в 1913 году территория, подчинённая комиссариату, была преобразована в уезд Цзянбэй.
В 1949 году уезд вошёл в состав Специального района Бишань (璧山专区) провинции Сычуань, а затем — в состав Специального района Цзянцзинь (江津专区). В 1976 году уезд был передан под юрисдикцию Чунцина. Постановлением Госсовета КНР от 17 декабря 1994 года уезд Цзянбэй был ливкидирован, а вместо него образован район Юйбэй.

## Население
В сельской местности распространён чунцинский диалект; многие пожилые люди в деревнях не знают путунхуа.

## Административно-территориальное деление
Район Юйбэй делится на 15 уличных комитетов и 11 посёлков.

## Экономика
В Юйбэе выращивают овощи, фрукты и рис. 

## Транспорт
Четвертая линия Чунцинского метрополитена, открытая в июне 2022 года, соединяет поселок Шичуань в районе Юйбэй с центром Чунцина; общая протяженность линии составляет 48,5 км.